# 鄂爾多斯左翼後旗
鄂尔多斯左翼后旗，中国清代、民国时期内蒙古旧旗名。1949年按其俗称改名达拉特旗。

## 历史
清朝顺治六年（1649年）以鄂尔多斯部置，治所在今内蒙古自治区达拉特旗西北大树湾一带。属伊克昭盟。20世纪40年代迁治树林召，即今治树林召镇。 
清代時，其牧地东界归化城土默特地，西界鄂尔多斯左翼中旗，南界左翼前旗，北界乌拉特三公旗。

## 鄂尔多斯左翼后旗扎萨克固山贝子世系
1. 沙克扎（衮必里克三子卫达尔玛的重孙，萨济的儿子）：1650年（清顺治七年）封为固山贝子，领鄂尔多斯左翼后旗札萨克，驻巴尔哈逊湖。1657年卒
2. 固噜斯希布（沙克扎长子）1647年袭位。1680年多罗贝勒。1704年卒
3. 喇什扎木素（固噜斯希布五子）1704年袭位。1712年卒
4. 纳木札勒色楞（喇什扎木素长子）1713年袭位。1761年卒
5. 拉旺巴勒丹色棱（纳木扎勒色棱次子）1761年袭位。1765年卒
6. 丹巴达尔济（拉旺巴勒丹色棱弟）1765年袭位。1789年卒
7. 永咙多尔济（丹巴达尔济长子）1789年袭位。1828年卒
8. 达什多尔济（永咙多尔济子）1828年袭位。1856年卒
9. 散济密都布（达什多尔济子）1856年袭位。1884年卒
10. 索那木彭苏克（散济密都布子）1884年袭位。1886年卒
11. 索呢因索特图（索那木彭苏克子）1886年袭位。1896年卒
12. 图们巴雅尔1897年袭位。1911年卒
13. 逊布尔巴图1911年袭位。1924年卒
14. 康达多尔济（康济敏，逊布尔巴图的长子，俗称“康王”、“大王爷”）：1904年生。1924年袭位。因暗与日军联络，1937年11月被马占山派骑兵第3师井得泉部700多骑兵突袭王府逮捕，押往榆林、重庆，一年后释放，仍回达拉特旗。1948年10月在包头卒
15. 章景文（逊布尔巴图的次子）：1938年任达拉特旗保安司令投靠日本扶持的蒙疆政府。1948年10月任护理札萨克。1949年春让位
16. 汪庆多尔济（汪鹏程，逊布尔巴图的第三子，人称“三王爷”），1921生。1949年春绥远省政府批准袭位。後任达旗人民政府第一任旗长兼达旗人民法院院长